# Judovo pismo
Judovo pismo je predzadnje in najkrajše pismo Nove zaveze. Pisec se predstavi kot »Juda, služabnik Jezusa Kristusa, Jakobov brat« (v. 1), ki bi bil lahko apostol Juda Tadej, vendar avtorstvo ni dokončno znano. Pismo je namenjeno širšemu krščanskemu občestvu s sporočilom, naj ohranja vero, ki je bila izročena svetim in ki vodi v večno življenje, in spodbuja k usmiljenju do omahljivcev.

## Nastanek in zgodovinske okoliščine
Avtor bi lahko bil apostol Juda Tadej, vendar se ne poimenuje apostol, niti, da mu je ime Tadej. Pismo samo poudarja, da je Jakobov brat. Zato lahko sklepamo, da pisma ni napisal apostol Juda Tadej, temveč za tisti čas neki judovski spreobrnjenec h krščanstvu. Besedo brat je namreč treba razumeti v kontekstu tistega časa, saj se lahko etimološko razlaga najprej kot pripadnika verskemu občestvu in šele nato rodnega brata. Vseeno raba imena Juda, pridružitev Jakobu in naslov »služabnik Jezusa Kristusa«, dokazujejo, da je avtor ukoreninjen v apostolskem izročilu. Ker se obenem izvzema iz kroga apostolov (v. 17), domneva, da gre za avtorski psevdonim, ostaja odprta.
Pismo naj bi nastalo v zadnjih letih apostolske dobe, 90–100 po Kr., v Aleksandriji. Večina Cerkva ga je v svetopisemski kanon sprejela leta 200.
Namenjeno je vsem kristjanom, »ljubljenim v Bogu Očetu in ohranjenim za Jezusa Kristusa, poklicanim« (v. 1). Skupnost vznemirjajo težka nasprotovanja in lažni nauki, ki se tičejo osnov krščanskega učiteljstva. Brezbožnost in razuzdanost, ki jim ju očita, predvsem žalitve Gospoda Kristusa in angelov (Jud 4.8–10), so se v krščanstvu pojavile že v 1. stoletju pod vplivom sinkretističnih teženj, na katere se ostro odzivajo Pismo Kološanom, pastoralna pisma in Razodetje.

## Vsebina
Pismo, sestavljeno iz 25 vrstic, lahko glede na vsebino razdelimo na štiri dele: v prvem delu se avtor predstavi, pozdravi in omeni naslovljence (Jud 1–2); v drugem delu se nanaša na lažne učitelje (Jud 3–16); v tretjem in glavnem delu nagovarja naslovljence (Jud 17–23), zakjuček pa je v obliki doksologije (24–25).
Razdelitev po obliki oz. notranji strukturi:
A. Uvodni obrazec: Jud 1–2.
B. Glavni del:
- Jud 3–4: Boj za vero zaradi določenih brezbožnih vsiljivcev.
- Jud 5–10: Trije primeri kazni za neposlušnost in njihova aplikacija.
- Jud 11–13: Še trije primeri in polemičen opis brezbožnih vsiljivcev.
- Jud 14–19: Henohove in apostolske napovedi prihoda teh brezbožnežev.
- Jud 20–23: Ponoven klic k veri in potrebnost presojanja na različne načine.

C. Sklepna doksologija: Jud 24–25.

### Analiza
Glavni del pisma (Jud 3–23) se začenja s tem, naj se krščansko občestvo bori za ohranjanje vere. Ta spodbuda ali opomin je tudi razlog pisanja (Jud 3). Pisec nagovarja naslovljence kot ljube, s katerimi si deli odrešenje. Opozarja na brezbožneže, ki v razuzdanost sprevračajo milost Boga in zanikajo »našega edinega Gospodarja in Gospoda Jezusa Kristusa« (Jud 4). Nekaj podobnega najdemo že pri Gal 2,4, torej oster opis vsiljivcev, ki se prikradejo z namenom, da bi povzročili opustošenje (prim. tudi Apd 20,29; 2 Tim 3,6; Jn 10). V Jud 12 lahko beremo, da so bili vsiljivci tudi nekateri izmed učiteljev – zaradi oznake, da v skupnosti pasejo sami sebe, a o vsebini njihovega učenja ne moremo razbrati ničesar.
Avtor v Jud 5–7 prikazuje primere primere iz izraelske tradicije, v katerih je Bog kaznoval neposlušnost. S tem pisec predpostavlja, da so bralcem ti primeri znani, ne glede, ali pred seboj vidi kristjane iz judovstva, ki so bili tako vzgojeni ali kristjane iz poganstva, ki pa so se o tem šele učili. Omenja gospodove angele, ki so zapustili svoje privilegirano bivališče v nebesih in se vneli za ženske, ter nadaljuje, da jih je Bog pod zemljo vklenil v temo sodnega dne. Govori tudi o Sodomi in Gomori ter o početju nemoralnosti, zaradi katere sta bili kaznovani z ognjem.
V Jud 9–10 vidimo, da je zasmehljiva predrznost nasprotnikov sicer postavljena nasproti sami skromnosti nadangela Mihaela, a sam ni preklinjal, ko se je hudič skušal polastiti Mojzesovega trupla, temveč ga je grajal. Zgodba izvira iz legende o Mojzesu iz nadaljevanja poročila o Mojzesovi smrti v 5 Mz 34.
Nadalje beremo v Jud 11–13 še o treh primerih in polemičnem opisu brezbožnih vsiljivcev, ki jih primerja z aktualnimi. Označuje jih za madeže bratskih obedov, ki so povezani z evharistijo in na žalost predmet razprtij (1 Kor 11,17–34). Tako dobimo vtis, da so si vsi ti vsiljivci utrli pot do src naslovljencev. 
V nadaljevanju (Jud 20–23) beremo o ponovnem klicu k veri: »Vi, ljubi, pa izgrajujte sebe na temelju svoje presvete vere, tako da molite v Svetem Duhu« (v. 20). Pisec obenem svetuje, kako ravnati z dvomljivci in omahljivci. Do njih je treba biti usmiljen, treba jih je reševati in potegniti iz ognja, a biti ob tem izjemno previden in sovražiti njihovo pokvarjenost.
Judovo pismo se ne zaključi z osebnim sporočilom, temveč s slovesnim hvalospevom, ki ga je morda povzel iz bogoslužja. V njem slavi enega in edinega Boga, ki more naslovnike obvarovati pred padcem in jih tako z radostjo pripeljati na sodbo brez madeža (prim. 1 Tes 5,23; 1 Kor 1,8). Nekaj podobnega beremo tudi v krščanski prilagoditvi judovskega monoteističnega slavilnega speva (prim. Jak 1,1).

### Teološko sporočilo
Avtor je želel napisati pisma o skupnem odrešenju, vendar je bil zaradi delovanja lažnih učiteljev prisiljen pisati o nevarnosti, ki ogrožajo vero. Vera, ki so jo sprejeli od apostolov, jim je bila izročena enkrat za vselej (Jud 3).
Tako vera teološko predstavlja središče Judovega pisma in celovit pristop Nove zaveze k njej. Poudarja božje delo pri zgradbi duhovne zgradbe vernikov, ki so hkrati njeni graditelji in material (Jud 20–21). Pismo je namenjeno predvsem svarilu proti lažnim učiteljem, ki ogrožajo krščansko vero. Pisec skuša naslovljence odvrniti od zmotnih nazorov in jih zavarovati pred nravno pokvarjenostjo. Kaže na spopad krščanstva z miselnim in moralnim nasprotnikom, ki ga sicer ne razkriva v vsej globini, in opozarja na njegovo pogubnost. Sporoča, da se mu je moč upreti s trdnim oklepanjem apostolskega izročila.
Pismo sporoča, da je središče liturgičnega življenje agape za skupno odrešenje, ki ga v zgodovini odrešenja naklanja troedini Bog (Jud 5–7.11). Ta se razodeva po prerokih in zgodovini božjega ljudstva (Jud 20–21.25). Pismo obenem obenem želi vernike utrditi v zanesljivosti božje pomoči.